# Wrack von Karschau
Das Wrack von Karschau wurde im Januar 2000 im Flachwasserbereich der Schlei nahe der Ortschaft Karschau in der schleswigschen Landschaft Angeln in Schleswig-Holstein gefunden, nachdem ein Anwohner Holzteile entdeckt hatte. Diese stellten sich bei genauerer Untersuchung als Wrack eines großen Frachtschiffes skandinavischer Bauart aus dem späten 12. Jahrhundert dar, das geschätzt mindestens 22 Meter lang und 6,4 Meter breit gewesen war. Dies war der erste derartige Fund der heutigen deutschen Küste, sowohl hinsichtlich der Größe des ehemaligen Schiffes als auch des Fundalters. Eine Ausgrabung fand noch im gleichen Jahr statt. Die Funde wurden ins Landesmuseum in Schleswig gebracht.

## Hintergrund
Die Schlei war im Mittelalter Teil eines Handelsweges, der die Ostsee mit ihren angrenzenden Völkern und deren Erzeugnissen mit den Handelszentren im Norden und Westen Europas und im Rheinland verband. Dieser Handelsweg nutzte die Schleswiger Landenge als die kürzestmögliche Verbindung zwischen Nord- und Ostsee im südlichen Jütland, um die Umfahrung Skagens und die damit verbundenen Gefahren zu vermeiden. Es wird angenommen, dass das Wrack von Karschau von einem Schiff stammt, das entweder auf Handelsreise die Schlei befuhr und dabei havarierte oder zum Abwracken ans Ufer gebracht wurde. Das Alter des Schiffes zeigt, dass es in der Zeit der beginnenden Verstädterung in den Regionen an der westlichen und südlichen Ostsee betrieben wurde, als sich die dortige Gesellschaft von herkömmlicher landbesitzender Lebensweise zu einer städtischen Handels- und Handwerksgemeinschaft entwickelte.

## Fund
Anfang 2000 herrschte in der westlichen Ostsee witterungsbedingt extremes Niedrigwasser. Dabei fielen flache Bereiche der Schlei trocken. Ein solcher Flachwasserbereich vor Karschau ist der Rest einer inzwischen erodierten Landzunge, die sich als Fortsetzung eines Moränenzuges hier zwischen zwei Buchten erstreckte. Infolge des niedrigen Wasserstandes lag hier der Gewässerboden frei. Am 30. Januar wurden im ehemaligen Uferbereich der seit dem Mittelalter erodierten Landzunge Wrackteile entdeckt. Bei einer Inaugenscheinnahme konnten Bootsbauer aus der Umgebung aufgrund ihrer Erfahrungen mit der Rekonstruktion eines anderen Wracks (Haithabu 1) diese Teile mittelalterlichem Schiffbau zuordnen. Zuvor waren bereits Anfang Dezember 1999 bei Arnis Spantreste eines Schiffes aus dem Mittelalter gefunden worden. Die Archäologische Landesaufnahme verzeichnet den Fund als "Altgemeinde Faulück(-Karschau), Kreis Schleswig-Flensburg, LA 44". Die Fundstelle liegt etwa 60 Meter vom Ufer der Schlei entfernt, bei normalem Wasserstand in einer Tiefe von etwa 1,1–1,5 Metern. Die obersten Teile des Wrackes liegen im Bereich des historischen Meeresspiegels (Stand der Forschung im Jahre 2000). Unterhalb des Wrackes wurde Treibholz gefunden.

## Voruntersuchung
Anfang Mai des Jahres 2000 wurde eine archäologische Voruntersuchung durchgeführt, um sich zunächst einen Überblick hinsichtlich Beschaffenheit und Ausmaß des Fundes zu verschaffen. Daneben galt das Interesse der Suche nach gegebenenfalls vorhandenen weiteren Funden in der Nähe, einer denkmalpflegerischen Beurteilung und der Untersuchung von Bergungsperspektiven sowie letztlich der Sicherung des Fundes durch eine Befahrenssperre und Abdeckungsarbeiten. Zugleich begann die Öffentlichkeitsarbeit, um die Besonderheit des Fundes zu vermitteln und für die Unterstützung von Ausgrabung und Ausstellung des Fundes zu werben. Im Zuge dieser Untersuchung wurde das Wrack, ausgehend von den oberflächlich sichtbaren Bauteilen als Anhaltspunkt, partiell freigespült, um Aufschluss über Bauweise und Erhaltungszustand zu erlangen. Dabei wurde von dem Material nicht mehr als nötig freigelegt. Anschließend wurden an Enden und Seiten des erhaltenen Verbandes Suchschnitte angelegt, um genauere Informationen über die Ausmaße des Fundes zu erhalten.
Infolge dieser Voruntersuchung wurde festgestellt, dass ein Einzelfund vorlag. Ferner wurden die Größe des ehemaligen Schiffes und seine Maße vorläufig bestimmt. Aufgrund einzelner Merkmale, wie der Verwendung von Eisennieten zur Plankenverbindung, Kalfaterung mittels Tierhaaren, der Verzierung der Bauteile mit Rillen und dem Fund von Biten, wurde die Bauart der nordischen Bautradition zugeordnet. In Anbetracht der Ausformung der Plankenschäftung des Kielgangs im Mittschiffsbereich und der Veränderung des Spantabstandes bei dem zusammenhängenden Schiffsrest wurde dieser als Achterschiff identifiziert und festgestellt, dass im Bereich der vordersten erhaltenen Spanten das Mittelschiff noch nicht erreicht war, woraus sich die ungefähre Länge bestimmen ließ. Die Bedeutung des Fundes für die Mittelaltergeschichte der Region machte eine Bergung wünschenswert. Der Gesamtzustand des Fundes war zum Zeitpunkt der Begutachtung überraschend gut, dennoch wurde eine zügige Bergung für geboten gehalten. Dazu trug der bereits vorhandene Befall durch Pfahlbohrmuscheln bei.

## Bergung
Die Bergung der Funde fand vom 5. Juni bis zum 27. Juli 2001 statt. Entgegen ursprünglicher Absichten konnte keine Spundwandbergung mit den damit verbundenen Vorteilen vorgenommen werden. Daher wurde die Ausgrabung durch Taucher durchgeführt. Die Finanzierung wurde durch EU-Mittel und eine Gegenfinanzierung durch die an der Schlei liegenden Ämter und Städte erbracht. Aufgrund dieses eher ungewöhnlichen Vorgehens wurde während der Arbeiten der Öffentlichkeit breiter Zugang gewährt. So war die Ausgrabungsstelle an sich öffentlich zugänglich, es gab Führungen in deutscher und dänischer Sprache sowie einen „Wracktag“. Diese Phase der Öffentlichkeitsarbeit nutzten etwa 5000 Menschen zu einem Besuch der Grabung.
Die erste Maßnahme im Zuge der Bergungsarbeiten war das Anlegen eines Sandsackwalles auf der Seeseite zum Abschirmen der Grabungsstelle gegen das offene Wasser. Danach wurde der Verband der noch nicht auseinandergefallenen Schiffsteile freigespült und das Spülgut gesiebt oder aufgefangen. Die einzelnen Fundstücke wurden noch unter Wasser durchnummeriert und von Land aus eingemessen. Danach wurden Spanten und Planken einzeln auf Tragen an Land gebracht. Zuletzt wurde eine Umfeldsuche durchgeführt und das Sediment an der Fundstelle bis unter Kielniveau abgetragen. Insgesamt erforderte die Aktion 287 Tauchstunden, die mittels Leichttauchgeräten in einer Tiefe von 1,2–1,5 Metern und bei einer Sichtweite von bis zu 15 Zentimetern geleistet wurden. An der Aktion waren neben Archäologen auch Geologen und Biologen beteiligt.
Nach der Bergung wurden die Funde vorläufig bestimmt, in einer Datenbank erfasst und in Wasserbecken zwischengelagert, ehe sie in die Restaurierungswerkstatt des Archäologischen Landesmuseums in Schleswig gebracht wurden. Sie wurden in Originalgröße auf Folie gezeichnet und anschließend mit Polyethylenglycol konserviert. Nach dem Einlesen der Zeichnungen wurden diese für den Bau eines Modells des Wracks im Maßstab 1:10 ausgedruckt, mit dem die genaue Schiffsform rekonstruiert wird. Auf Grundlage dieses Modells kann ein Nachbau des Schiffes angefertigt werden.

## Funde
Neben einem bei Bergungsbeginn zusammenhängenden Verband aus Spanten und Planken wurden einzelne Schiffsteile wie Wrangen, Biten und Verbindungsteile sowie weitere Teil- und Kleinfunde gemacht. Vom Kiel waren nicht ganz 8 Meter erhalten. Daran angeschäftet war ein runder Achtersteven, dessen Ende abgebrochen war. Die zwei an Steuerbord und dreizehn an Backbord erhaltenen Plankengänge in Verbindung mit den vorgefundenen beziehungsweise anhand der Plankenausformung nachgewiesenen knapp 40 Spanten lassen Rückschlüsse auf die Dimensionen des Schiffes zu. Zu den weiteren Funden gehören Reste der Kalfaterung, von Tauwerk unterschiedlicher Stärke aus Lindenbast, ein Block der Takelung, Teile von hölzernen Schalen, Fässern und Nadeln, letztere teils mit gelochtem Kopf, Fragmente eines Dreilagenkammes und eines Metallknopfes sowie Nahrungsreste wie beispielsweise Haselnüsse sowie ferner insgesamt 321 Knochenfragmente. Letztere Funde klebten an Teerresten im Schiffsinneren.

## Das Schiff
Bei der Voruntersuchung wurden die Maße des Schiffes auf mindestens 22 Meter Länge und 6,4 Meter Breite bestimmt. Der Rumpf war geklinkert. Die gefundenen Schiffsplanken sind 23–29 Zentimeter breit bei einer Stärke von 2,5–3,9 Zentimetern, die längste hat eine Länge von 5,75 Metern. Sie bestehen aus radial gespaltenem Eichenholz, das nach dendrochronologischen Untersuchungen aus der Gegend von Odense stammen könnte. Ihre Befestigung erfolgte durch Eisenniete, die etwa 6 × 6 Millimeter im Querschnitt messen und im Inneren des Schiffes mit Nietplatten mit Kantenlängen zwischen 2,0 und 3,2 Zentimetern vernietet waren. Spanten und Wrangen waren dagegen durch Holznägel verbunden. Von diesen wurden zwei auf die Holzart bestimmt. Einer davon war aus Kiefer, der andere aus Weide gefertigt. Diese Nägel sind 3,2–3,4 Zentimeter stark und haben am äußeren Ende Köpfe mit etwa 4 Zentimetern Durchmesser. Die Kalfaterung besteht aus Tierhaar mit Teer. Bei dem Haar handelt es sich vorwiegend um Schafwolle. Beinahe alle Teile des Schiffes waren mit Rillen verziert, oft auch mit einer zweiten parallelen Rille. An vielen Teilen waren Kanten gefast. Aufgrund der Funde wurde eine Schiffsbreite von mindestens 6,6 Metern bei einer Länge von etwa 25 Metern angenommen. Letztere ergibt sich aus dem ungewöhnlich engen Spantabstand im vorderen Bereich des zusammenhängenden Wrackrestes. Es wird davon ausgegangen, dass hier ungefähr die Schiffsmitte war. Die abnehmende Höhe der Bodenwrangen über dem Kiel bis zur vordersten gefundenen Bodenwrange im Verbandsstück lässt vermuten, dass die eigentliche Schiffsmitte weiter vorne lag. Aus dem Abstand zum Achtersteven und dessen Ausprägung lässt sich die Länge des fehlenden Rumpfes und damit die Gesamtlänge des Schiffes abschätzen. Da das Kielschwein nicht aufgefunden wurde, lässt sich die Mastposition nur indirekt ableiten. Die Abmessungen der Bodenwrangen und die im Mittschiffsbereich sehr engen Spantabstände belegen die Konstruktion des Schiffes als reines Segelfahrzeug, das nicht gerudert wurde. Wahrscheinlich handelt es sich somit um ein reines Frachtschiff, das dem Handel, aber auch der Logistik bei Kriegshandlungen gedient haben mag.
Das Fällalter des verbauten Holzes wurde dendrochronologisch auf um oder nach 1138 datiert. Der Fund eines sauber ausgeformten Reparaturstückes lässt annehmen, dass das Schiff kein Neubau mehr war.

## Einordnung
Der Fund schloss zum Zeitpunkt seiner Untersuchung eine Forschungslücke. Er ist von Ort und Gegenstand her einzigartig. Vergleichbare Funde gibt es lediglich im südskandinavischen Raum mit den Schiffen von Ellinga, Eltang, Galtabäck 1, Korsholm 3, Lynaes 1 sowie Roskilde 2 und 4 (nicht nach Relevanz/Vergleichbarkeit angeführt). Davon haben nur Lynaes 1 und Roskilde 4 ebenfalls eine rekonstruierte Rumpflänge von mehr als 20 Metern. Eine weitere Gemeinsamkeit mit diesen beiden Schiffen ist, dass alle drei Funde in Förden liegen, die zu zwei der bedeutendsten Zentren Altdänemarks führten. Der Vergleich legt weiterhin nahe, dass das vor Karschau gefundene Schiff zu den größten Frachtschiffen der damaligen Zeit im Bereich der Ostsee gehörte. Es war zudem bis dato der einzige Fund dieser Art in Deutschland. Aus dem rechteckigen Querschnitt der Niete, der Ausbildung der Bodenwrangen und der einfachen Rillenzier wird eine nachwikingerzeitliche Datierung möglich. Jedoch machen Funde in Südschweden und Dänemark als Vergleichsmaterial einen Bau nach 1200 unwahrscheinlich, was zu den Ergebnissen der dendrochronologischen Untersuchungen passt.